# Sainte-Gemme (Gers)
Sainte-Gemme  ist eine französische Gemeinde mit 118 Einwohnern (Stand: 1. Januar 2022) im Département Gers in der Region Okzitanien. Sie gehört zum Arrondissement Condom und zum Kanton Gimone-Arrats. 

## Lage
Das Gemeindegebiet wird im Osten vom Flüsschen Orbe tangiert.
Es grenzt im Norden und im Nordosten an Monfort, im Osten an Sérempuy, im Süden und im Südwesten an Maravat und im Westen an Saint-Brès.

## Bevölkerungsentwicklung

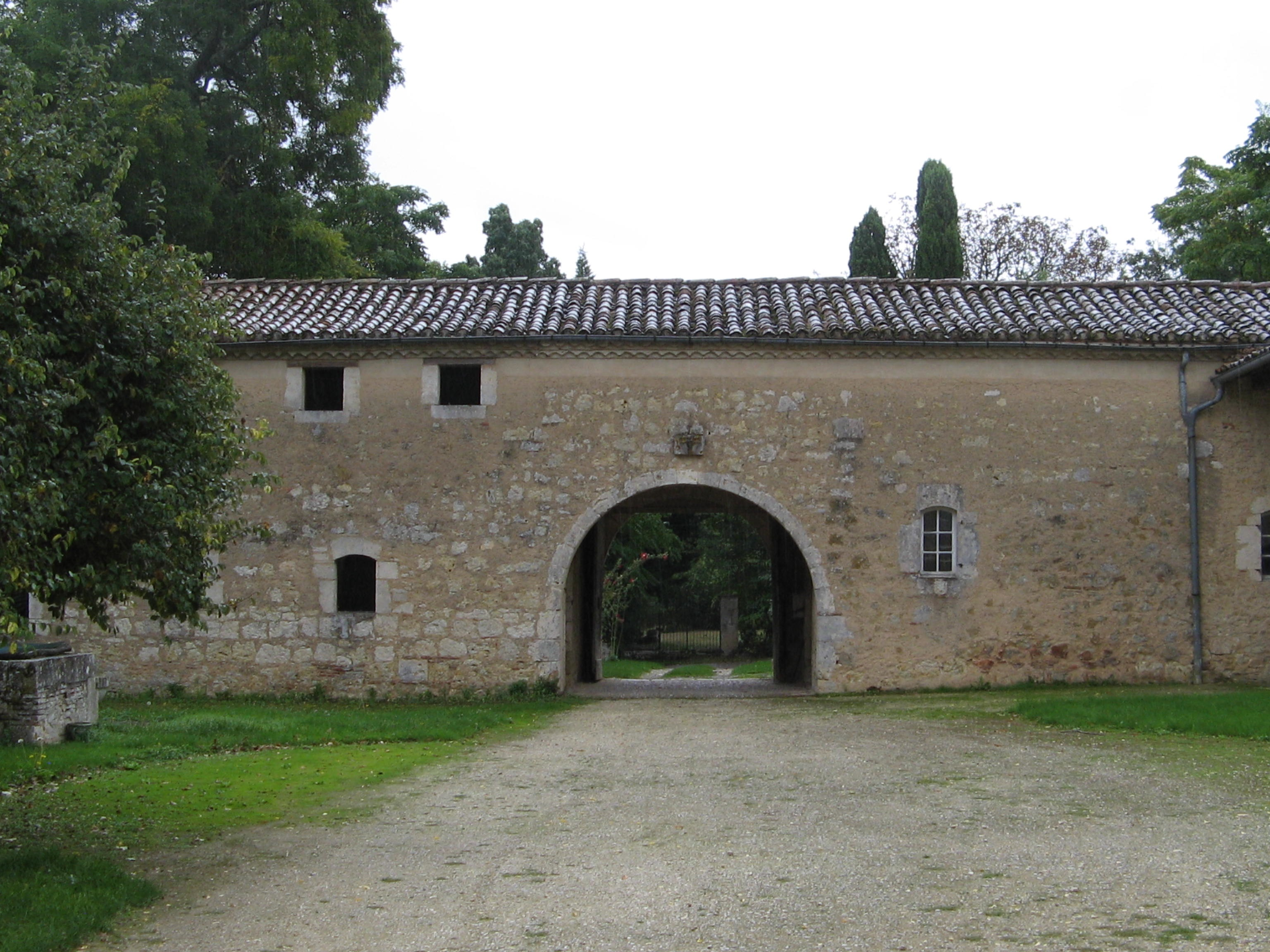
Château de Lauret

| Jahr                      | 1962 | 1968 | 1975 | 1982 | 1990 | 1999 | 2008 | 2016 |
| ------------------------- | ---- | ---- | ---- | ---- | ---- | ---- | ---- | ---- |
| Einwohner                 | 209  | 175  | 142  | 136  | 118  | 100  | 132  | 119  |
| Quelle: Cassini und INSEE |      |      |      |      |      |      |      |      |